# JAMA Neurology
JAMA Neurology è una rivista medica mensile sottoposta a revisione paritaria e pubblicata dall'American Medical Association. È stata fondata nel 1960 col nome di Archives of Neurology e ha ottenuto il nome attuale nel 2013. 
La rivista pubblica ricerche sul sistema nervoso e sui vari meccanismi delle malattie neurologiche. 
Il suo caporedattore è S. Andrew Josephson.

## Storia del titolo
| Titolo                                      | Anno      | ISSN      |
| ------------------------------------------- | --------- | --------- |
| JAMA Neurology                              | 2013-     | 2168-6211 |
| Archives of Neurology                       | 1960-2013 | 0003-9942 |
| A.M.A. Archives of Neurology                | 1959-1960 | 0375-8540 |
| A.M.A. Archives of Neurology and Psychiatry | 1950-1959 | 0096-6886 |
| Archives of Neurology and Psychiatry        | 1919-1950 | 0096-6754 |

## Indicizzazione
Gli abstract e gli articoli della rivista sono indicizzati da: Index Medicus/MEDLINE/PubMed.
Secondo il Journal Citation Reports, il fattore di impatto della rivista nel 2021 è stato 29,907, fattore che la collocava al 3º posto fra 212 titoli presenti nella categoria "Neurologia clinica".